# Volkramy
Volkramy este o arie protejată (sit de importanță comunitară — SCI) din Republica Cehă întinsă pe o suprafață de 6,85 ha, integral pe uscat.

## Localizare
Centrul sitului Volkramy este situat la coordonatele 49°10′37″N 16°55′45″E / 49.176944°N 16.929167°E.

## Înființare
Situl Volkramy a fost declarat sit de importanță comunitară în mai 2016 pentru a proteja 1 specie de plante.

## Biodiversitate
Situată în ecoregiunea panonică, aria protejată nu include niciun habitat protejat.
La baza desemnării sitului se află o specie protejată de  plante: sisinei (Pulsatilla grandis).